# Clénet Series II

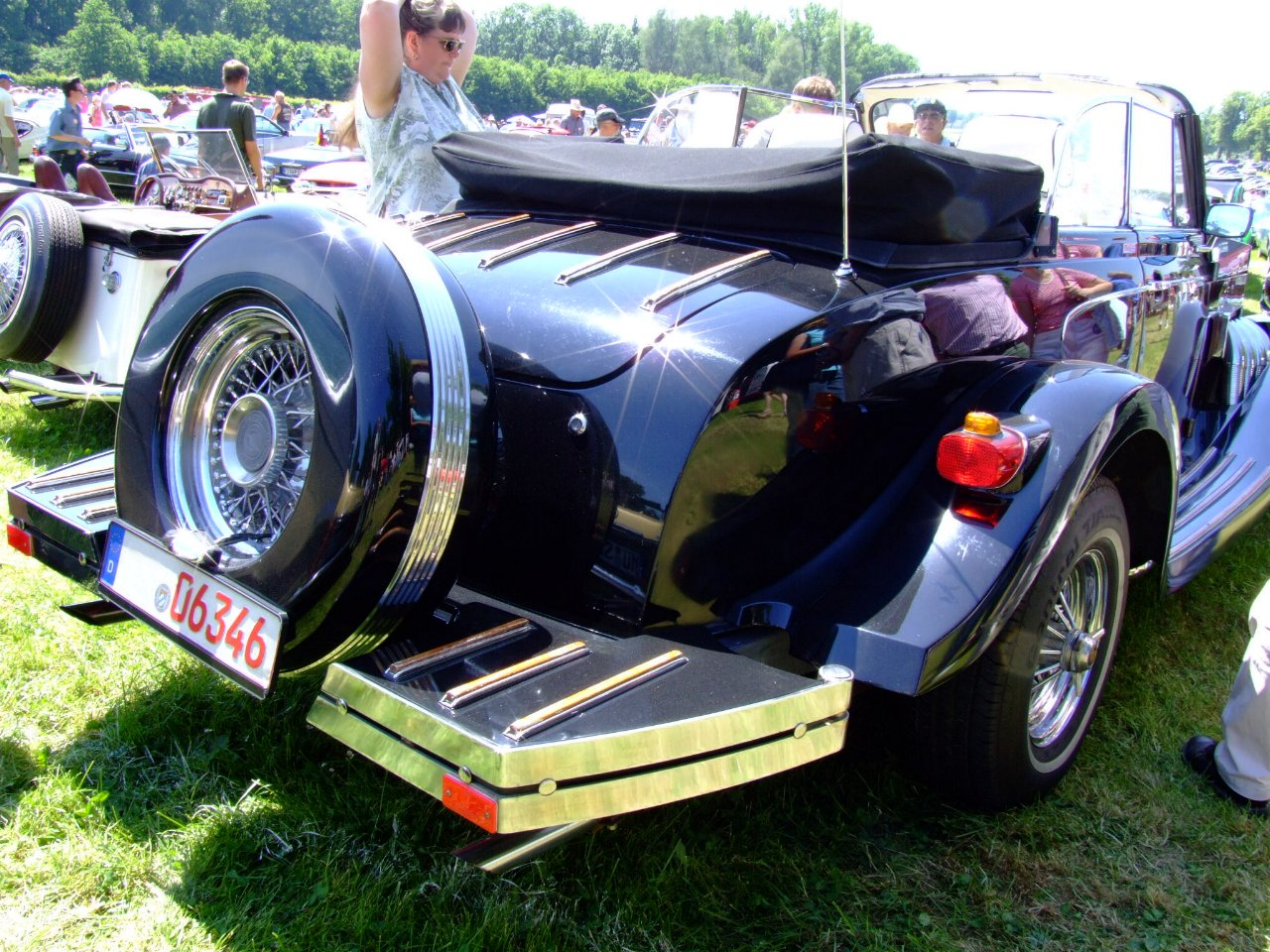
Rückansicht eines Clénet Series II. Die Türen und Fenster des VW Käfer Cabriolets sind deutlich zu erkennen.

Der Clénet Series II war ein Pkw-Modell des amerikanischen Herstellers Clénet Coachworks.

## Beschreibung

### Das Konzept
Alain Clénets zweites Modell fiel deutlich größer aus als der Vorgänger Clénet Series I. Der Wagen war als viersitziges Cabriolet konzipiert. Clénet verwendete wieder ein Fahrgestell von Ford, verlängerte es aber um 40 cm. Die Fahrgastzelle stammte vom VW Käfer Cabriolet, von dem auch die Frontscheibe, die Türen und (in einigen Ausführungen) auch das Stoffdach übernommen wurden. Clénet bezog – anders als im Fall des  Series I mit wiederverwendeter MG-Midget-Fahrgastzelle – nunmehr Neuteile, die von einem amerikanischen Volkswagen-Händler geliefert wurden. Die Antriebstechnik kam weiterhin von Ford; der Motor war mit 5,8 Litern Hubraum allerdings deutlich kleiner und mit einer Maximalleistung von 115 kW (156 PS) auch erheblich schwächer. Damit reduzierten sich auch die Fahrleistungen des Autos: Die Höchstgeschwindigkeit lag nur noch bei 155 km/h. Die Ausstattungsmerkmale ähnelten denen des Series I-Roadsters. Beliebt war darüber hinaus eine zweifarbige Lackierung des Fahrzeugkörpers.

### Die Produktion
Die Produktion des Series II begann im Herbst 1979, nachdem der letzte Series I ausgeliefert worden war. Zwischen 1979 und 1987 entstanden insgesamt 180 Fahrzeuge. Üblicherweise werden zwei Produktionsphasen unterschieden:
- Die erste Phase umfasste die Zeit von Ende 1979 bis Sommer 1982. In diesen etwa zweieinhalb Jahren entstanden unter der Leitung von Alain Clénet insgesamt 174 Cabriolets. Die Produktion wurde zunächst im bisherigen Werk auf dem Flugplatz von Goleta aufgenommen; ab Sommer 1980 wurden die Wagen dagegen in Clénets neuem, ebenfalls in Goleta (Santa Barbara County) errichteten Werk hergestellt. Diese Fahrzeuge werden informell als Goleta-Clénets bezeichnet.

- Nach der Übernahme des Unternehmens durch Alfred di Mora wurde die Produktion des Series II im Frühjahr 1984 wieder aufgenommen. Di Mora verlagerte die Herstellung nach Carpinteria. Dort entstanden noch einmal sechs weitere, als Carpinteria-Modelle bezeichnete Series II Cabriolets, die mit aller Wahrscheinlichkeit technisch den Goleta-Modellen entsprachen. Darüber hinaus stellte di Mora zwei Fahrgestelle her, die nicht mehr komplettiert wurden.

Die Clénet-Series-II-Modelle waren weiterhin sehr teure Fahrzeuge. Bei der Markteinführung betrug der Verkaufspreis 59.500 $; die letzten Carpinteria-Modelle wurden für nahezu den doppelten Preis verkauft. Gleichwohl waren jedenfalls die Goleta-Modelle zunächst sehr beliebt; der Kundenkreis entsprach in etwa dem des Series I Roadsters. Zu den bekannten Series II-Fahrern gehörte Sylvester Stallone, der innerhalb kurzer Zeit gleich zwei unterschiedliche Modelle erwarb. Ein Clénet Series II erschien in einzelnen Folgen der amerikanischen Fernsehserie Dynasty ("Der Denver-Clan").

### Sondermodelle
Während der Produktion des Series II Cabriolets machte sich Alain Clénet wiederholt Gedanken über Modellvariationen:
- Auf Wunsch eines arabischen Kunden entstand als Einzelstück ein viertüriges Modell mit zwei Windschutzscheiben (im Stil eines sog. Dual Cowl Phaeton). Das Fahrzeug basierte auf der Series II, trug aber im Detail zahlreiche abweichende Gestaltungsmerkmale. Das Fahrzeug befindet sich heute im unrestaurierten Zustand in den USA.

- Daneben erwog Clénet die Herstellung eines Kombiwagens mit seitlicher Holzverkleidung, der Merkmale der "Woodie"-Waggons aus den 1930er Jahren zitierte. Diese Überlegungen kamen allerdings nicht über das Stadium von Bleistiftskizzen hinaus; möglicherweise beendete die wirtschaftliche Schieflage des Unternehmens im Frühjahr 1982 weitere Planungen.

- Gleiches gilt für eine viertürige Hardtop-Limousine mit sog. Selbstmördertüren, das auf die Idee eines Clénet-Händlers aus Miami zurückging.